# Дамаскин (Бодрый)
Епископ Дамаскин (в миру Алексе́й Ива́нович Бо́дрый; 20 апреля 1937, Белены, Невельский район, Великолукский округ, Калининская область — 1 июля 1989) — епископ Русской православной церкви, епископ Мукачевский и Ужгородский.

## Биография

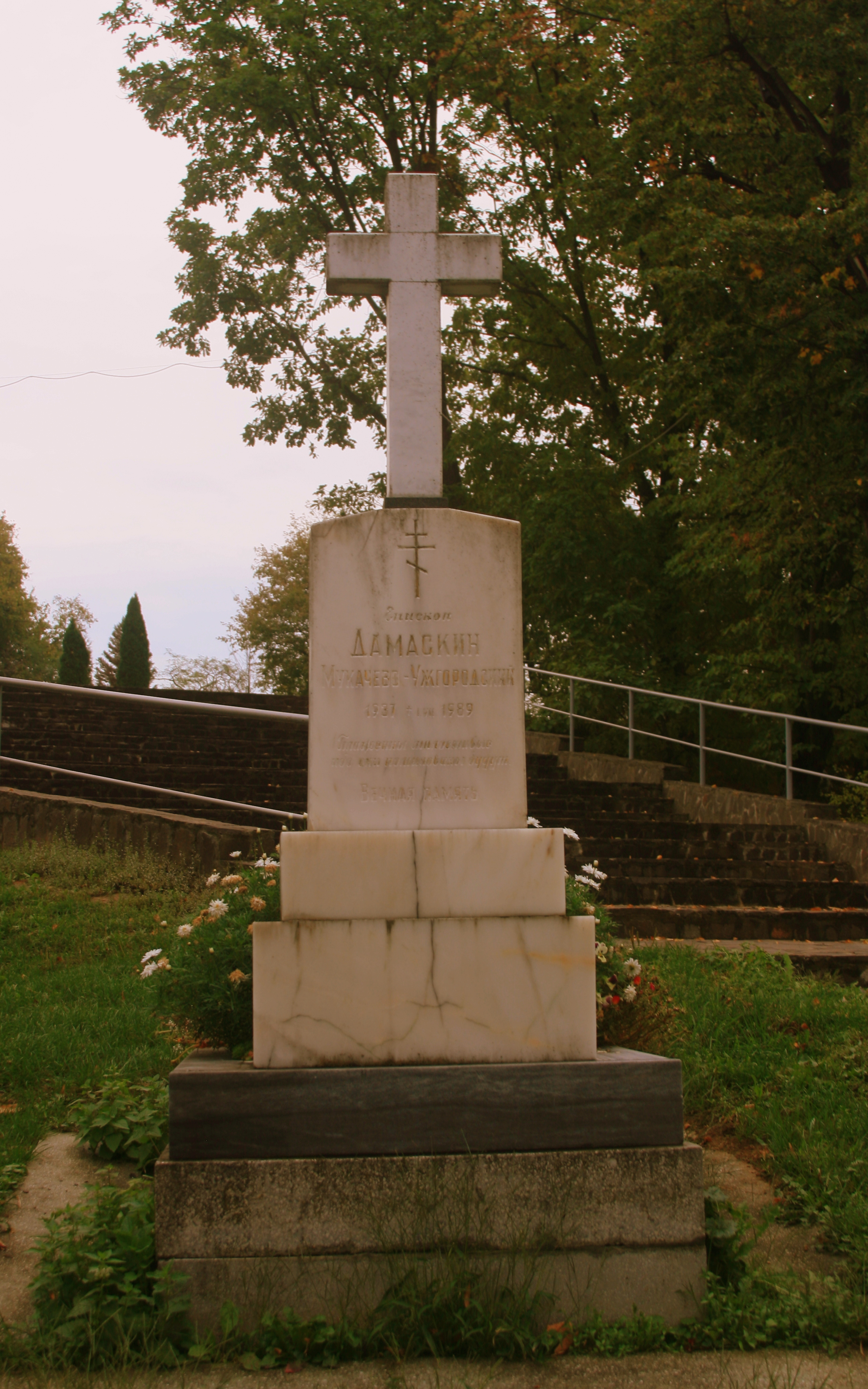
Могила епископа Дамаскина

Родился в 1937 году в крестьянской семье. Родители с детства приобщали детей к Церкви. Окончил среднюю школу. Работал в Ленинграде токарем.
В 1966 году окончил Ленинградскую духовную семинарию. В 1970 году окончил Ленинградскую духовную академию со степень кандидата богословия.
13 декабря 1968 года в храме Ленинградской академии митрополитом Ленинградским Никодимом (Ротовым) пострижен в монашество с именем Дамаскин в честь преподобного Иоанна Дамаскина. 17 декабря был рукоположён во иеродиакона, 29 марта 1970 года — во иеромонаха.
С октября 1970 года служил настоятелем Крестовоздвиженского храма села Ополье Ленинградской епархии.
С апреля 1971 года — настоятель Троицкого храма в городе Всеволожске.
В 1972 году, к празднику Святой Пасхи, возведён в сан игумена. 11 октября 1972 года решением Священного синода определён быть епископом Тамбовским и Мичуринским.
18 октября 1972 года в Богоявленском Патриаршем соборе в Москве хиротонисан во епископа Тамбовского и Мичуринского. Хиротонию совершали: митрополит Таллинский и Эстонский Алексий (Ридигер), архиепископ Вологодский и Великоустюжский Михаил (Чуб), архиепископ Краснодарский и Кубанский Алексий (Коноплёв), архиепископ Дмитровский Филарет (Вахромеев), епископ Ташкентский и Среднеазиатский Варфоломей (Гондаровский), епископ Зарайский Хризостом (Мартишкин), епископ Виленский и Литовский Анатолий (Кузнецов), епископ Рязанский и Касимовский Симон (Новиков).
Во время правления епископа Дамаскина произошёл крупный конфликт в приходе храма села Ивановки Сампурского района, что послужило одной из причин его перевода 3 сентября 1974 года на Вологодскую кафедру.
По словам протоиерея Георгия Иванова, к тому времени из 17 церквей епархии богослужение велось только в 12, так как не было духовенства, а саму епархию после всех смятений готовили сделать приписной к Ярославской или Архангельской, и митрополит Никодим (Ротов), решивший, что нельзя допустить, «чтобы такая древняя кафедра утратила самостоятельность», добился сюда назначения епископа Дамаскина, которого протоиерей Георгий характеризовал так: «Это был замечательный, светлый человек. Многие видные люди — начальник визовой службы, главный прокурор, главный кардиолог — все у него тайно окормлялись. Всех сам крестил на дому. Уполномоченного Матасова „убрал“, попросил власти — сумел убедить, что тот не даёт работать. И „поставил“ Валентина Павловича Николаева. Тот от общения с владыкой Дамаскиным в Бога уверовал! И сказал, когда умирал: „Я хочу, чтобы меня в церкви поминали“. Владыка за пять лет все вакансии восполнил. Все 17 церквей стали служить, всё процветало. Дом был отремонтирован полностью. Новенькую чёрную „Волгу“ приобрёл, владыке Михаилу (Мудьюгину) оставил. Он здесь столько добра сделал! Столько всего возродил, обновил! Проповедь была под контролем, поэтому владыка говорил очень скромно, очень мудро, цитировал всегда жития святых. <…> И вечером говорил, и утром. Весь собор благословлял. Люди плакали, когда он уезжал. Сколько молодых людей наставил, епархия просто задышала. И его перевели, как обещал Синод. Через пять лет в Полтаву на повышение поехал».
Принципиальная позиция епископа по отношению к Воскресенскому собору города Череповца и его святыням в период предполагавшейся реконструкции города во многом способствовала сохранению этого исторического храма.
С 12 сентября 1979 года — епископ Полтавский и Кременчугский. В августе 1983 года в составе паломнической группы Русской православной церкви посетил гору Афон.
19 апреля 1985 года назначен епископом Мукачевским и Ужгородским.
При епископе Дамаскине был юбилей 1000-летия Крещения Руси, который с особой торжественностью праздновался в Закарпатье.
Скоропостижно скончался 1 июля 1989 года. Похоронен на территории Мукачевского Свято-Никольского женского монастыря.

## Сочинения
- «Учение Иоанна Богослова о Логосе в связи с учением Филона Александрийского о том же предмете»: (Кандидатское сочинение).
- Речь при наречении во епископа Тамбовского и Мичуринского 17 октября 1972 года // Журнал Московской Патриархии. 1972. — № 12. — С. 12-14.